# Isabes
Els isabes són els membres d'un clan ijaw que viuen a la zona de la ciutat d'Isaba, al sud de Warri, a l'estat del Delta, al sud de Nigèria. Hi ha investigadors que consideren que els isabes formen la seva pròpia tribu i d'altres que els consideren part dels ogbes. Aquest desacord sorgeix de l'estructura d'autoritat descentralitzada dels ogbes.

## Història
Oguru fou un avantpassat dels isabes que va acompanyar a Ujo des d'Ife, però que va abandonar la zona de Forcados coneguda com a Ogbo-Ujo (terra d'Ujo). Aquests primers avantpassats van habitar rieres de la província de Warri molt abans que altres immigrants arribessin a la zona. Alguns avantpassats van provenir de Ekeremo. Egbema-Angalibiri fou el primer lloc fundat pels avantpassats dels isabes quan van abandonar Amabolou. La fundació d'Isba és anterior al segle xiv.